# Humphrey, hertig av Gloucester
Humphrey, född 1390, död 23 februari 1447, var en engelsk kungason med pärstiteln hertig av Gloucester.

## Biografi
Humphrey var Henrik IV av England och Marie de Bohuns femte son.
Hans födelseplats är okänd, men han fick sitt namn efter sin morfar Humphrey de Bohun, earl av Hereford. Han blev hertig av Gloucester 1414, och vid brodern, Henrik V:s död 1422, blev Humphrey förmyndare över riket och sin unge brorson Henrik VI:s beskyddare.
Omkring 1422 gifte han sig med Jacqueline, grevinna av Hainaut och Holland, dotter till Vilhelm VI. Genom äktenskapet fick Humphrey titeln greve av Holland, Zeeland och Hainault, och stred kort om detta, då det ifrågasattes av Jacquelines farbror, tidigare make och kusin till hertigen av Burgund. Äktenskapet annullerades 1428, och Jacqueline dog 1436. Under tiden gifte Humphrey om sig med en tidigare älskarinna, Eleanor Cobham. 1441 dömdes Eleanor för att ha utfört trolldom gentemot kungen för att försöka ge maken mer makt. Hon dog i fängelse. Inga barn överlevde från något av hertig Humphreys äktenskap.
Efter makans dom blev Humphrey åtalad för förräderi. Han dog, eller mördades, i Bury St Edmunds i Suffolk, några dagar senare. Hans namn lever vidare i "Duke Humfrey's Library", en del av Bodleian Library i Oxford, till vilket Humphrey donerade kärnan av samlingarna.